# نيكولاس آرت
نيكولاس آرت (بالإنجليزية: Nicholas Art)‏ هو ممثل أمريكي، ولد في 13 يناير 1999 في الولايات المتحدة.

## وصلات خارجية
- نيكولاس آرت على موقع IMDb (الإنجليزية)
- نيكولاس آرت على موقع أول موفي (الإنجليزية)
- نيكولاس آرت على موقع قاعدة بيانات الفيلم (الإنجليزية)